# گمینا کارچمیسکا
گمینا کارچمیسکا (به لهستانی:  Gmina Karczmiska) یک گمینا در لهستان است که در شهرستان اوپوله لوبلسکیه واقع شده‌است. گمینا کارچمیسکا ۹۵٫۲۱ کیلومتر مربع مساحت و ۵٬۶۸۴ نفر جمعیت دارد.